# Regruixadora

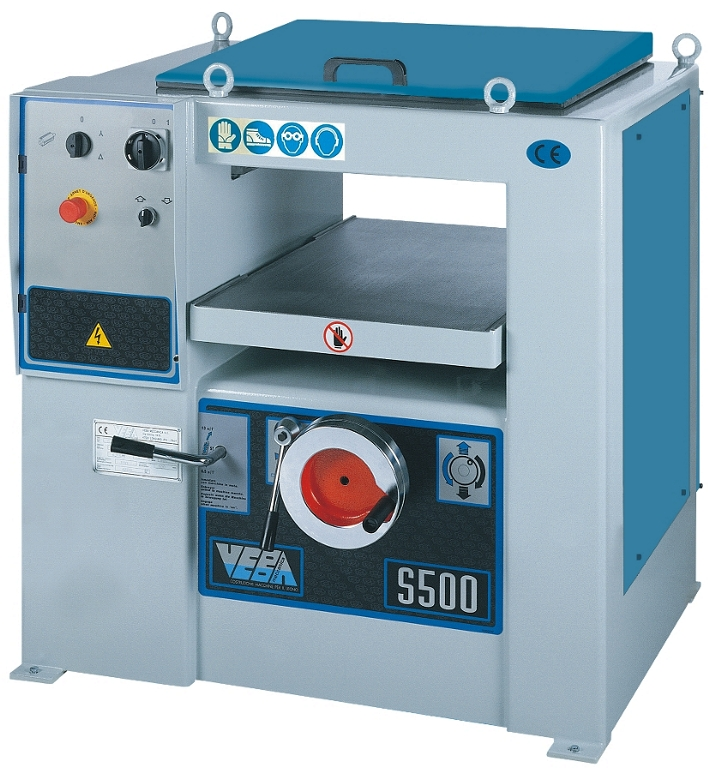
Regruixadora.

Una regruixadora és una màquina emprada pels fusters per a deixar una peça de fusta amb el gruix desitjat.
L'operari introdueix la peça de fusta ja obrada (amb les cares llises, resultat d'una operació prèvia d'obrar o planejar amb la màquina d'obrar o planejadora) dins de la regruixadora en posició horitzontal. Quan les ganivetes rotatòries entren en contacte amb la peça fan dues operacions combinades (vegeu la figura): tallar la fusta sobrera i "ajudar" a fer avançar la peça. La regruixadora provoca el moviment de la peça de forma automàtica mitjançant els corrons d'alimentació o avanç..
Hi ha màquines regruixadores que només són regruixadores. Molt sovint una màquina regruixadora forma part d'una màquina universal, combinada amb una serra circular de taula i una planejadora.

## Disseny

Esquema d'una màquina regruixadora.

Les parts d'una regruixadora són les següents:
- Una estructura que suporta els diversos elements.
- Un capçal de tall (rotatori segons un eix horitzontal), proveït de 2 o 4 ganivetes. Hi ha regruixadores amb més un capçal de tall. Hi ha capçals de regruixadores industrials que tenen fins a 12 ganivetes.
- Corrons de pressió, que premen la peça de fusta contra la superfície o taula de suport. A banda i banda del capçal de tall.
- Corrons d'alimentació o d'avanç. Que fan avançar la peça de fusta a regruixar. (La velocitat és de l'ordre de 4-30 m/min. En regruixadores industrials especialitzades la velocitat és molt més gran).
- La superfície o taula de referència. On reposa la peça de fusta i sobre la qual es desplaça, ben enganxada.

Hi ha dues solucions de reglatge, per a regular el gruix de la peça final:
- Capçal fix i taula regulable.
- Capçal regulable i taula fixa.

Hi ha tres tipus de regruixadores. Els models petits, portàtils o semiportàtils (adequats per a fusters afeccionats i petits obradors), els models professionals (usats pels fusters professionals i tallers sense limitacions d'espai) i, finalment, les regruixadores especialitzades industrials.

## Funcionament
Amb el motor aturat hom regula el gruix final desitjat per a la peça de fusta a regruixar. Segons les circumstàncies, si el gruix inicial és massa gran caldrà fer un regruixat intermedi o dos. La peça de fusta a regruixar ha de tenir les cares planes (com a mínim la superfície que reposa sobre la taula de la regruixadora ha de ser plana).
L'operari engega el motor i introdueix la peça de fusta fins que entra en contacte amb el primer corró d'alimentació. Aquest corró fa avançar la peça de fusta fins al capçal de tall. El capçal va tallant (amb la peça de fusta en moviment) en la mateixa direcció d'avanç de la peça. El corró d'avanç a la sortida extreu la peça de la màquina.
La superfície mecanitzada (tallada pel capçal) és paral·lela a la superfície de referència (cara inferior de la peça). Però presenta un lleuger estriat. Si la peça acabada ha de ser perfectament plan cal preveure un petit sobregruix en la peça regruixada que permeti un aplanat posterior a la mida desitjada. Com més petita és la velocitat d'avanç, a igual velotitat del capçal, més petites seran les estries de tall.

## Seguretat i higiene
En alguns països és obligatori un fre automàtic de capçal.
En general les regruixadores són màquines bastant segures. Sempre que s'usin amb precaució per persones expertes.
Poden ser molt sorolloses en funcionament (i cal tenir en compte aquest aspecte en treballs professionals o d'afeccionats).
Cal que vagin connectades a un sistema d'aspiració de pols i encenalls. Les partícules de moltes fustes tropicals i les dels arbres del tipus freixe i faig són molt perjudicials.